# الليل القطبي
الليل القطبي في المناطق القطبية، هو عبارة عن فترة من الانقلاب الشتوي حيث لاترى الشمس لعدة أيام أو حتى أشهر بشكل واضح. أما اليوم القطبي هو عكس الليل القطبي حيث ترى الشمس في منتصف الليل.

نهاية الليل القطبي في سبيتسبيرجين (78,5 درجة على خط العرض): ظهور القمر فوق التلال

في الجغرافية القطب الشمالي والقطب الجنوبي يستغرق الليل القطبي ما يقرب من نصف السنة في القطبية الدوائر بالضبط يوم واحد (حيث الشمس ولكن لا يزال جزئيا فوق الأفق، فقط الحافة السفلية). كلما كنت أقرب إلى شمال أو جنوب القطب أطول الليل القطبي.

## تعريف
بين القطبين والدوائر القطبية ترتقي الشمس ليوم واحد على الأقل تماما في الأفق.في الفنلندية يعرف هذا المصطلح ب "Kaamos". ومع ذلك، فتكون مظلمة تماماً وأحلك يوم من أيام السنة (الانقلاب الشتوي) ولكن لا تكون مظلمة في أماكن أخرى خارج الدائرة القطبية الشمالية. هذا هي في جملة أمور حقيقة بسبب الانكسار (الانكسار في الغلاف الجوي للأرض)، وحيث تتوضع الشمس في الأفق القريب بشكل أعلى من قطرها - .. لذا قد ترى تماما على الرغم من الليل القطبي «النظرية». العكس هو الصحيح عند الأماكن الأمثر انخفاض بقليل من الدائرة القطبية الشمالية: بسبب انكسار يحدث فقط في المناطق القريبة (من نحو ± 67.16 درجة على خط العرض) لهذه الظاهرة التي ترتفع فيها الشمس ليوم واحد في السنة.

## الأسباب

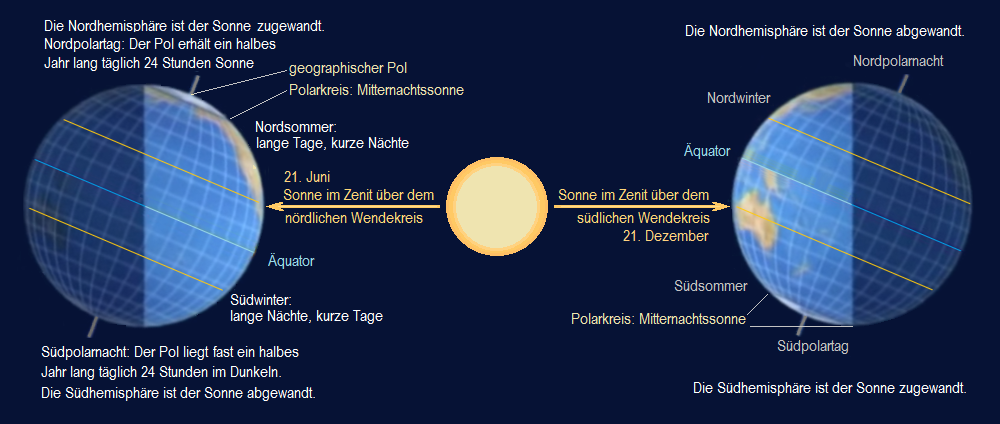
الليل القطبي و اليوم القطبي

كما الأرض تدور الشمس والأرض حول محور هذه الحركة المدارية للحفاظ على الميل المستقل 23.4 درجة مئوية، تواجه القطبين في كل منهما الصيف الشمس في فصل الشتاء، ولذلك فإن الشمس تبقى في القطبين الجغرافين لمدة عام ونصف العام تحت الأفق. في هذه الفترة من الزمن، وهذا قد يؤدي إلى تكوين السحب الستراتوسفيرية القطبية من ارتفاع 22 إلى 29 كم، هذا النموذج هو فقط في درجات حرارة أقل من 88,3- درجة مئوية.